# Austrodecus goughense
Austrodecus goughense là một loài nhện biển trong họ Austrodecidae. Loài này thuộc chi Austrodecus. Austrodecus goughense được miêu tả khoa học năm 1957 bởi Stock.